# Западный Мисамис
Западный Мисамис (филипп. Kanlurang Misamis, себ.Sindepan Mis’samis) — провинция Филиппин в регионе Северного Минданао (X регион) на о. Минданао. С ней граничат провинции Южная Замбоанга и Северная Замбоанга на западе, на юге она отделена от Северного Ланао водами бухты Пангиль, и от Восточного Мисамиса — водами бухты Илиган. Административный центр провинции — город Орокьета. Административно провинция разделена на 14 муниципалитетов и 3 города.

## География
Общая площадь провинции — 1939,3 км².
Провинция Западный Мисамис расположена на узкой полосе земли, связывающей северо-западную часть о. Минданао с центром острова. Провинция имеет выход к морю, бухта Пангиль и бухта Илиган, относящиеся к морю Минданао. Это дает возможность использовать естественные ресурсы моря и развивать рыболовство.
Кроме прибрежной части остальная территория в основном холмистая.
Наиболее крупные города: Балиангао, Лопес Хаэна, Тудела, Кларин, Пларидель, Орокьета, Алоран, Хименес, Мисамис.

## История
Провинция основана 8 ноября 1929 г. Основание провинции связано с появлением сперва одной провинции Мисамис, а затем разделением их на две (см. Восточный Мисамис).
В 1942 г. территория провинции была оккупирована войсками Японии, от которых в 1945 г. совместные войска США и филиппинцев её освободили.
Название провинции «Мисамис» — как утверждает легенда — является искаженным словом «куйямис», которым местные жители-субаноны называют «кокосовый орех», бывший основным продуктом питания древнейшего населения провинции.
Нынешний губернатор — Эрминия М. Рамиро.

## Население
Общая численность населения (2010) — 567 642 чел.
Плотность населения — 292,70 чел./км².
Основной народностью, проживающей здесь, являются субаноны. Они живут главным образом во внутренней части провинции. Кроме этого часть населения относится и к другим этническим группам. В ходу разговорные языки себуано, бохолано.

## Административное деление
В административном отношении делится на 14 муниципалитет и 3 города.

### Города
- Орокьета (Oroquieta City)
- Осамис (Ozamiz City)
- Тангуб (Tangub City)

### Муниципалитеты
- Алоран (Aloran)
- Балиангао (Baliangao)
- Бонифасио (Bonifacio)
- Каламба (Calamba)
- Кларин (Clarin)
- Консепсион (Concepcion)
- Дон Викториано Чионгбиан (Don Victoriano Chiongbian)
- Хименес (Jimenez)
- Лопес Хаэна (Lopez Jaena)
- Панаон (Panaon)
- Пларидель (Plaridel)
- Сапанг Далага (Sapang Dalaga)
- Синакабан (Sinacaban)
- Тудела (Tudela)

## Экономика
Экономика провинции зависит в первую очередь от морских ресурсов, во-вторых, от кокосовой пальмы, в-третьих, от риса. Соответственно, важнейшую роль играют рыболовство и разведение вышеназванных культур. Провинция имеет 169 км береговой линии. Это — максимальное водное пространство среди других провинций в регионе. В бухте Пангиль расположен и крупный рыболовецкий порт, Тангуб. Производство кокосов представлено главным образом в г. Орокьета. Кроме вышеназванных культивируют и другое: зерновые, абака, кофе, какао, каучук.
Среди природных ресурсов большое место занимает и лес, — ценные породы деревьев, местные названия которых — лауан, апитонг, тангиге якал, и известная в мире порода — махагони. Леса занимают 66 002,46 га.
Промышленность выпускает на основе кокосовой пальмы кокосовое масло, мыло, масло пищевое и маргарин, и на основе лесной и деревообрабатывающей отраслей различную фурнитуру. В провинции изготовляют и керамику.